# Deportivo Toluca Fútbol Club (féminines)
Maillots
Actualités
Dernière mise à jour : 8 juin 2025.
Le Deportivo Toluca Fútbol Club Femenil, plus couramment abrégé en Deportivo Toluca ou souvent appelé Diablas, est un club de football féminin mexicain basé à Toluca.

## Histoire
Lorsqu'en décembre 2016 est annoncée la création d'une ligue professionnelle de football féminin au Mexique, le Deportivo Toluca Fútbol Club, fondé en 1917, forme de suite une section féminine professionnelle.
Le club joue son premier match officiel le 3 mai 2017, en Coupe de la Ligue, une compétition organisée pour préparer le futur championnat. Les Diablas gagnent 2 à 1 contre Morelia, puis termineront quatrième au classement général.
Lors du premier championnat féminin du Mexique, Toluca termine à la sixième place du classement général. La saison suivante le club joue les demi-finales du championnat, battu par CF Monterrey (0-0, 1-4).
À partir de 2024, Toluca cherche à recruter des stars internationales. Déjà lors du mercato hivernal, la Camerounaise Michaela Abam signe au club. En septembre, l'internationale française Amandine Henry débarque à Toluca, rejointe six mois plus tard par son ancienne coéquipière à Lyon Shanice van de Sanden. En mai 2025, le club recrute l'entraîneur français Patrice Lair. Au mercato estival, la délégation française de Toluca s'élargit avec les arrivées de Faustine Robert et d'Eugénie Le Sommer.

## Stade
Le Deportivo Toluca Femenil joue ses matchs à domicile à l'Estadio Nemesio Díez, qu'il partage avec la section masculine. Pour les rencontres moins importantes l'équipe féminine joue aux Instalaciones De Metepec, le complexe sportif du club.